# Mochdre with Penstrowed
Mochdre with Penstrowed (en anglais) ou Mochdre gyda Phenystrywaid (en gallois) est une communauté du Powys, au pays de Galles.

## Géographie
La communauté de Mochdre with Penstrowed est située dans le nord-est du Powys, dans le comté historique du Montgomeryshire. La ville de Newtown se trouve à quelques kilomètres au nord-est.
Comme son nom l'indique, elle comprend les villages de Mochdre (en) et Penstrowed / Penystrywaid (en), ainsi que Stepaside (cy) qui est le principal centre de population de la communauté.

## Démographie
Au recensement de 2011, la communauté de Mochdre comptait 494 habitants.